# Moliterno
Moliterno is een gemeente in de Italiaanse provincie Potenza (regio Basilicata) en telt 4568 inwoners (31-12-2004). De oppervlakte bedraagt 97,7 km², de bevolkingsdichtheid is 47 inwoners per km².
De volgende frazioni maken deel uit van de gemeente: Fontana Debole, Piano di Maglia, Rizzitiello, Tempo del Conte.

## Demografie
Moliterno telt ongeveer 1711 huishoudens. Het aantal inwoners daalde in de periode 1991-2001 met 8,8% volgens cijfers uit de tienjaarlijkse volkstellingen van ISTAT.
| Jaar | Inwoneraantal |
| ---- | ------------- |
| 1991 | 5033          |
| 2001 | 4592          |

## Geografie
De gemeente ligt op ongeveer 879 meter boven zeeniveau.
Moliterno grenst aan de volgende gemeenten: Castelsaraceno, Grumento Nova, Lagonegro, Lauria, Montesano sulla Marcellana (SA), Sarconi, Tramutola.